# Матчи за звание чемпиона мира по шахматам
Матчи за звание чемпиона мира по шахматам — матчевые поединки, в которых определяется лучший шахматист мира.

## Неофициальные матчи
| № | матч              | матч | матч                  | счёт | счёт | счёт | В  | П  | Н  | год  | место  |
| - | ----------------- | ---- | --------------------- | ---- | ---- | ---- | -- | -- | -- | ---- | ------ |
| 1 | Луи Лабурдонне    | –    | Александр Мак-Доннелл | 51½  | :    | 33½  | 45 | 27 | 13 | 1834 | Лондон |
| 2 | Говард Стаунтон   | –    | Пьер де Сент-Аман     | 13   | :    | 8    | 11 | 6  | 4  | 1843 | Париж  |
| 3 | Говард Стаунтон   | –    | Бернхард Горвиц       | 15½  | :    | 8½   | 14 | 7  | 3  | 1846 | Лондон |
| 4 | Адольф Андерсен   | –    | Пол Морфи             | 3    | :    | 8    | 2  | 7  | 2  | 1858 | Париж  |
| 5 | Адольф Андерсен   | –    | Луи Паульсен          | 4    | :    | 4    | 3  | 3  | 2  | 1862 | Лондон |
| 6 | Адольф Андерсен   | –    | Вильгельм Стейниц     | 6    | :    | 8    | 6  | 8  | 0  | 1866 | Лондон |
| 7 | Вильгельм Стейниц | –    | Генри Эдвард Берд     | 9½   | :    | 7½   | 7  | 5  | 5  | 1866 | Лондон |
| 8 | Вильгельм Стейниц | –    | Иоганн Цукерторт      | 9    | :    | 3    | 7  | 1  | 4  | 1872 | Лондон |
| 9 | Вильгельм Стейниц | –    | Джозеф Блэкберн       | 7    | :    | 0    | 7  | 0  | 0  | 1876 | Лондон |

## Официальные матчи
- Здесь и далее вики-ссылка с года матча ведёт на статью об этом матче.

### До раскола
| №  | Матч                                                                     | Матч                                                                       | Матч                  | Счёт        | Счёт        | Счёт        | В          | П          | Н          | Год       | Место                             |
| -- | ------------------------------------------------------------------------ | -------------------------------------------------------------------------- | --------------------- | ----------- | ----------- | ----------- | ---------- | ---------- | ---------- | --------- | --------------------------------- |
| 1  | Вильгельм Стейниц                                                        | –                                                                          | Иоганн Цукерторт      | 12½         | :           | 7½          | 10         | 5          | 5          | 1886      | Нью-Йорк, Сент-Луис, Новый Орлеан |
| 2  | Вильгельм Стейниц                                                        | –                                                                          | Михаил Чигорин        | 10½         | :           | 6½          | 10         | 6          | 1          | 1889      | Гавана                            |
| 3  | Вильгельм Стейниц                                                        | –                                                                          | Исидор Гунсберг       | 10½         | :           | 8½          | 6          | 4          | 9          | 1890—1891 | Нью-Йорк                          |
| 4  | Вильгельм Стейниц                                                        | –                                                                          | Михаил Чигорин        | 12½         | :           | 10½         | 10         | 8          | 5          | 1892      | Гавана                            |
| 5  | Вильгельм Стейниц                                                        | –                                                                          | Эмануил Ласкер        | 7           | :           | 12          | 5          | 10         | 4          | 1894      | Нью-Йорк, Филадельфия, Монреаль   |
| 6  | Эмануил Ласкер                                                           | –                                                                          | Вильгельм Стейниц     | 12½         | :           | 4½          | 10         | 2          | 5          | 1896—1897 | Москва                            |
| 7  | Эмануил Ласкер                                                           | –                                                                          | Фрэнк Маршалл         | 11½         | :           | 3½          | 8          | 0          | 7          | 1907      | США                               |
| 8  | Эмануил Ласкер                                                           | –                                                                          | Зигберт Тарраш        | 10½         | :           | 5½          | 8          | 3          | 5          | 1908      | Дюссельдорф, Мюнхен               |
| 9  | Эмануил Ласкер                                                           | –                                                                          | Давид Яновский        | 8           | :           | 2           | 7          | 1          | 2          | 1909      | Париж                             |
| 10 | Эмануил Ласкер                                                           | –                                                                          | Карл Шлехтер          | 5           | :           | 5           | 1          | 1          | 8          | 1910      | Вена, Берлин                      |
| 11 | Эмануил Ласкер                                                           | –                                                                          | Давид Яновский        | 9½          | :           | 1½          | 8          | 0          | 3          | 1910      | Берлин                            |
| 12 | Эмануил Ласкер                                                           | –                                                                          | Хосе Рауль Капабланка | 5           | :           | 9           | 0          | 4          | 10         | 1921      | Гавана                            |
| 13 | Хосе Рауль Капабланка                                                    | –                                                                          | Александр Алехин      | 15½         | :           | 18½         | 3          | 6          | 25         | 1927      | Буэнос-Айрес                      |
| 14 | Александр Алехин                                                         | –                                                                          | Ефим Боголюбов        | 15½         | :           | 9½          | 11         | 5          | 9          | 1929      | Германия, Нидерланды              |
| 15 | Александр Алехин                                                         | –                                                                          | Ефим Боголюбов        | 15½         | :           | 10½         | 8          | 3          | 15         | 1934      | Германия                          |
| 16 | Александр Алехин                                                         | –                                                                          | Макс Эйве             | 14½         | :           | 15½         | 8          | 9          | 13         | 1935      | Нидерланды                        |
| 17 | Макс Эйве                                                                | –                                                                          | Александр Алехин      | 9½          | :           | 15½         | 4          | 10         | 11         | 1937      | Нидерланды                        |
| 18 | Михаил Ботвинник Василий Смыслов Пауль Керес Самуэль Решевский Макс Эйве | Флаг СССР · Флаг СССР · Флаг СССР · Флаг США (48 звёзд) · Флаг Нидерландов | Матч-турнир пяти      | 14 11 10½ 4 | 14 11 10½ 4 | 14 11 10½ 4 | 10 6 8 6 1 | 2 4 7 5 13 | 8 10 5 9 6 | 1948      | Гаага, Москва                     |
| 19 | Михаил Ботвинник                                                         | –                                                                          | Давид Бронштейн       | 12          | :           | 12          | 5          | 5          | 14         | 1951      | Москва                            |
| 20 | Михаил Ботвинник                                                         | –                                                                          | Василий Смыслов       | 12          | :           | 12          | 7          | 7          | 10         | 1954      | Москва                            |
| 21 | Михаил Ботвинник                                                         | –                                                                          | Василий Смыслов       | 9½          | :           | 12½         | 3          | 6          | 13         | 1957      | Москва                            |
| 22 | Василий Смыслов                                                          | –                                                                          | Михаил Ботвинник      | 10½         | :           | 12½         | 5          | 7          | 11         | 1958      | Москва                            |
| 23 | Михаил Ботвинник                                                         | –                                                                          | Михаил Таль           | 8½          | :           | 12½         | 2          | 6          | 13         | 1960      | Москва                            |
| 24 | Михаил Таль                                                              | –                                                                          | Михаил Ботвинник      | 8           | :           | 13          | 5          | 10         | 6          | 1961      | Москва                            |
| 25 | Михаил Ботвинник                                                         | –                                                                          | Тигран Петросян       | 9½          | :           | 12½         | 2          | 5          | 15         | 1963      | Москва                            |
| 26 | Тигран Петросян                                                          | –                                                                          | Борис Спасский        | 12½         | :           | 11½         | 4          | 3          | 17         | 1966      | Москва                            |
| 27 | Тигран Петросян                                                          | –                                                                          | Борис Спасский        | 10½         | :           | 12½         | 4          | 6          | 13         | 1969      | Москва                            |
| 28 | Борис Спасский                                                           | –                                                                          | Роберт Фишер          | 8½          | :           | 12½         | 3          | 7          | 11         | 1972      | Рейкьявик                         |
| 29 | Роберт Фишер                                                             | –                                                                          | Анатолий Карпов       | 0           | :           | 0           | 0          | 0          | 0          | 1975      | Манила                            |
| 30 | Анатолий Карпов                                                          | –                                                                          | Виктор Корчной        | 16½         | :           | 15½         | 6          | 5          | 21         | 1978      | Багио                             |
| 31 | Анатолий Карпов                                                          | –                                                                          | Виктор Корчной        | 11          | :           | 7           | 6          | 2          | 10         | 1981      | Мерано                            |
| 32 | Анатолий Карпов                                                          | –                                                                          | Гарри Каспаров        | 25          | :           | 23          | 5          | 3          | 40         | 1984—1985 | Москва                            |
| 33 | Анатолий Карпов                                                          | –                                                                          | Гарри Каспаров        | 11          | :           | 13          | 3          | 5          | 16         | 1985      | Москва                            |
| 34 | Гарри Каспаров                                                           | –                                                                          | Анатолий Карпов       | 12½         | :           | 11½         | 5          | 4          | 15         | 1986      | Лондон, Ленинград                 |
| 35 | Гарри Каспаров                                                           | –                                                                          | Анатолий Карпов       | 12          | :           | 12          | 4          | 4          | 16         | 1987      | Севилья                           |
| 36 | Гарри Каспаров                                                           | –                                                                          | Анатолий Карпов       | 12½         | :           | 11½         | 4          | 3          | 17         | 1990      | Нью-Йорк, Лион                    |

Примечания:
1. ↑  В таблице первым указан действующий чемпион, жирным выделен победитель матча.
Истории известно немало шахматистов, которые в своё время считались сильнейшими в мире: Франсуа Филидор, Луи Лабурдоннэ, Адольф Андерсен, Пол Морфи и др. Однако именно в этом матче было впервые официально разыграно звание чемпиона мира по шахматам. Первым чемпионом стал Вильгельм Стейниц.
2. ↑  Некоторые историки шахмат не включают этот матч в число официальных.
3. ↑  Эмануил Ласкер удерживал шахматную корону в течение 27 лет, дольше, чем кто-либо другой. Матч с Капабланкой Ласкер доигрывать не стал и сдался после 14 партий.
4. ↑  После того как в 1946 г. чемпион Александр Алехин умер непобеждённым, это звание было разыграно между пятью сильнейшими гроссмейстерами того времени. С этого же времени контроль над шахматными состязаниями переходит в руки ФИДЕ. Если до тех пор чемпион сам выбирал себе соперников и сам определял условия матча, то с этого момента он был обязан защищать своё звание раз в три года в матче с победителем претендентского цикла.
5. 1 2  Михаил Ботвинник дважды использовал право экс-чемпиона на реванш и оба раза удачно. К тому времени, когда он проиграл в третий раз (Тиграну Петросяну), это правило было отменено, а начинать с «нуля» Ботвинник не захотел.
6. ↑  Роберт Фишер отказался играть матч с победителем претендентского цикла Анатолием Карповым, в результате чего 3 апреля 1975 года был лишён ФИДЕ титула. Чемпионом мира был объявлен Карпов.
7. ↑  Беспрецедентно затянувшийся матч Карпов—Каспаров был досрочно прерван президентом ФИДЕ Флоренсио Кампоманесом при счёте 5:3 в пользу Карпова (для победы в матче было необходимо одержать 6 побед). Официально причиной прекращения матча была объявлена забота о здоровье шахматистов, которое могло быть подорвано участием в столь длительном соревновании. Однако это решение дало повод сторонникам обоих соперников говорить, что у игрока «украли победу»: с одной стороны, Карпов находился в одном шаге от победы в матче, с другой — последние партии уверенно выигрывал Каспаров.
8. ↑  Каспаров играл под бело-сине-красным флагом.

### По версии ПША (по «классическим шахматам»)
В 1993 году Каспаров и Шорт отказались играть очередной матч на первенство мира под эгидой ФИДЕ, образовав новую организацию — ПША, вследствие чего ФИДЕ лишила Каспарова титула. Звание чемпиона мира по шахматам по версии ФИДЕ разыграли между собой Карпов и Тимман (Карпов проиграл Шорту в полуфинале, а Тимман проиграл тому же Шорту, но уже в финале того же турнира претендентов). В то же время Каспаров продолжал считать себя «настоящим» чемпионом мира, поскольку он отстоял звание в матче с законным претендентом — Шортом. Такой же точки зрения придерживался и Крамник, выигравший матч у Каспарова в 2000 году. В 1996 году Intel, главный спонсор ПША, отказался от финансирования и ПША прекратило существование, титул стал называться «чемпион мира по классическим шахматам».
| № | Матч             | Матч | Матч             | Счёт | Счёт | Счёт | В | П | Н  | Год  | Место    |
| - | ---------------- | ---- | ---------------- | ---- | ---- | ---- | - | - | -- | ---- | -------- |
| 1 | Гарри Каспаров   | –    | Найджел Шорт     | 12½  | :    | 7½   | 6 | 1 | 13 | 1993 | Лондон   |
| 2 | Гарри Каспаров   | –    | Вишванатан Ананд | 10½  | :    | 7½   | 4 | 1 | 13 | 1995 | Нью-Йорк |
| 3 | Гарри Каспаров   | –    | Владимир Крамник | 6½   | :    | 8½   | 0 | 2 | 13 | 2000 | Лондон   |
| 4 | Владимир Крамник | –    | Петер Леко       | 7    | :    | 7    | 2 | 2 | 10 | 2004 | Бриссаго |

### По версии ФИДЕ
| № | Матч | Матч | Матч             | Счёт             | Счёт             | Счёт             | В             | П               | Н              | Год  | Место                              |
| - | --- | --- | ---------------- | ---------------- | ---------------- | ---------------- | ------------- | --------------- | -------------- | ---- | ---------------------------------- |
| 1 | Анатолий Карпов | – | Ян Тимман        | 12½              | :                | 8½               | 6             | 2               | 13             | 1993 | Цволле, Амстердам, Арнем, Джакарта |
| 2 | Анатолий Карпов | – | Гата Камский     | 10½              | :                | 7½               | 6             | 3               | 9              | 1996 | Элиста                             |
| 3 | Анатолий Карпов | – | Вишванатан Ананд | 3 (2)            | :                | 3 (0)            | 2 (2)         | 2 (0)           | 2 (0)          | 1998 | Лозанна                            |
| 4 | Александр Халифман | – | Владимир Акопян  | 3½               | :                | 2½               | 2             | 1               | 3              | 1999 | Лас-Вегас                          |
| 5 | Вишванатан Ананд | – | Алексей Широв    | 3½               | :                | 0½               | 3             | 0               | 1              | 2000 | Тегеран                            |
| 6 | Руслан Пономарёв | – | Василий Иванчук  | 4½               | :                | 2½               | 2             | 0               | 5              | 2002 | Москва                             |
| 7 | Рустам Касымджанов | – | Майкл Адамс      | 4½               | :                | 3½               | 3             | 2               | 3              | 2004 | Триполи                            |
| 8 | Веселин Топалов Вишванатан Ананд Пётр Свидлер Александр Морозевич Петер Леко Рустам Касымджанов Майкл Адамс Юдит Полгар | Флаг Болгарии · Флаг Индии · Флаг России · Флаг России · Флаг Венгрии · Флаг Узбекистана · Флаг Великобритании · Флаг Венгрии | турнир           | 10 8½ 7 6½ 5½ 4½ | 10 8½ 7 6½ 5½ 4½ | 10 8½ 7 6½ 5½ 4½ | 6 5 4 3 2 0 1 | 0 2 1 3 4 5 3 6 | 8 7 9 8 7 11 7 | 2005 | Сан-Луис                           |

Примечание:
В 1999—2004 годах ФИДЕ проводила чемпионаты мира по нокаут-системе, в которых действующий чемпион не имел никаких привилегий и вступал в игру с самого начала турнира. В результате Карпов отказался участвовать в турнире, а титул чемпиона ни один из действующих чемпионов в эти годы не защитил.

### Объединительный матч
Расколу шахматного мира положил окончание объединительный матч 2006 года. В нём чемпион мира по версии ФИДЕ Веселин Топалов встретился с чемпионом по классическим шахматам Владимиром Крамником. По договорённости, матч должен был установить абсолютного чемпиона мира, который будет впоследствии участвовать в розыгрыше чемпионского звания под эгидой ФИДЕ.
| № | Матч             | Матч | Матч            | Счёт   | Счёт | Счёт   | В     | П     | Н     | Год  | Место  |
| - | ---------------- | ---- | --------------- | ------ | ---- | ------ | ----- | ----- | ----- | ---- | ------ |
| 1 | Владимир Крамник | —    | Веселин Топалов | 6 (2½) | :    | 6 (1½) | 3 (2) | 3 (1) | 6 (1) | 2006 | Элиста |

### После объединения
| №  | Матч | Матч | Матч             | Счёт          | Счёт          | Счёт          | В           | П           | Н           | Год  | Место    |
| -- | --- | --- | ---------------- | ------------- | ------------- | ------------- | ----------- | ----------- | ----------- | ---- | -------- |
| 1  | Вишванатан Ананд Владимир Крамник Борис Гельфанд Петер Леко Пётр Свидлер Александр Морозевич Левон Аронян Александр Грищук | Флаг Индии · Флаг России · Флаг Израиля · Флаг Венгрии · Флаг России · Флаг России · Флаг Армении · Флаг России | турнир           | 9 8 7 6½ 6 5½ | 9 8 7 6½ 6 5½ | 9 8 7 6½ 6 5½ | 4 3 2 1 3 2 | 0 1 2 5 4 5 | 10 11 6 8 7 | 2007 | Мехико   |
| 2  | Вишванатан Ананд | — | Владимир Крамник | 6½            | :             | 4½            | 3           | 1           | 7           | 2008 | Бонн     |
| 3  | Вишванатан Ананд | — | Веселин Топалов  | 6½            | :             | 5½            | 3           | 2           | 7           | 2010 | София    |
| 4  | Вишванатан Ананд | — | Борис Гельфанд   | 6 (2½)        | :             | 6 (1½)        | 1 (1)       | 1 (0)       | 10 (3)      | 2012 | Москва   |
| 5  | Вишванатан Ананд | — | Магнус Карлсен   | 3½            | :             | 6½            | 0           | 3           | 7           | 2013 | Ченнаи   |
| 6  | Магнус Карлсен | — | Вишванатан Ананд | 6½            | :             | 4½            | 3           | 1           | 7           | 2014 | Сочи     |
| 7  | Магнус Карлсен | — | Сергей Карякин   | 6 (3)         | :             | 6 (1)         | 1 (2)       | 1 (0)       | 10 (2)      | 2016 | Нью-Йорк |
| 8  | Магнус Карлсен | — | Фабиано Каруана  | 6 (3)         | :             | 6 (0)         | 0 (3)       | 0 (0)       | 12(0)       | 2018 | Лондон   |
| 9  | Магнус Карлсен | — | Ян Непомнящий    | 7½            | :             | 3½            | 4           | 0           | 7           | 2021 | Дубай    |
| 10 | Ян Непомнящий | — | Дин Лижэнь       | 7 (1½)        | :             | 7 (2½)        | 3 (0)       | 3 (1)       | 8 (3)       | 2023 | Астана   |
| 11 | Дин Лижэнь | — | Доммараджу Гукеш | 6½            | :             | 7½            | 2           | 3           | 9           | 2024 | Сингапур |